# Marie Python
Pour les articles homonymes, voir Python.
Marie Python, née en 1970, est une athlète camerounaise. 

## Biographie
Marie Python remporte la médaille d'argent du 5 000 mètres lors des championnats d'Afrique 1996 à Yaoundé. 